# Amphitheater von Serdica

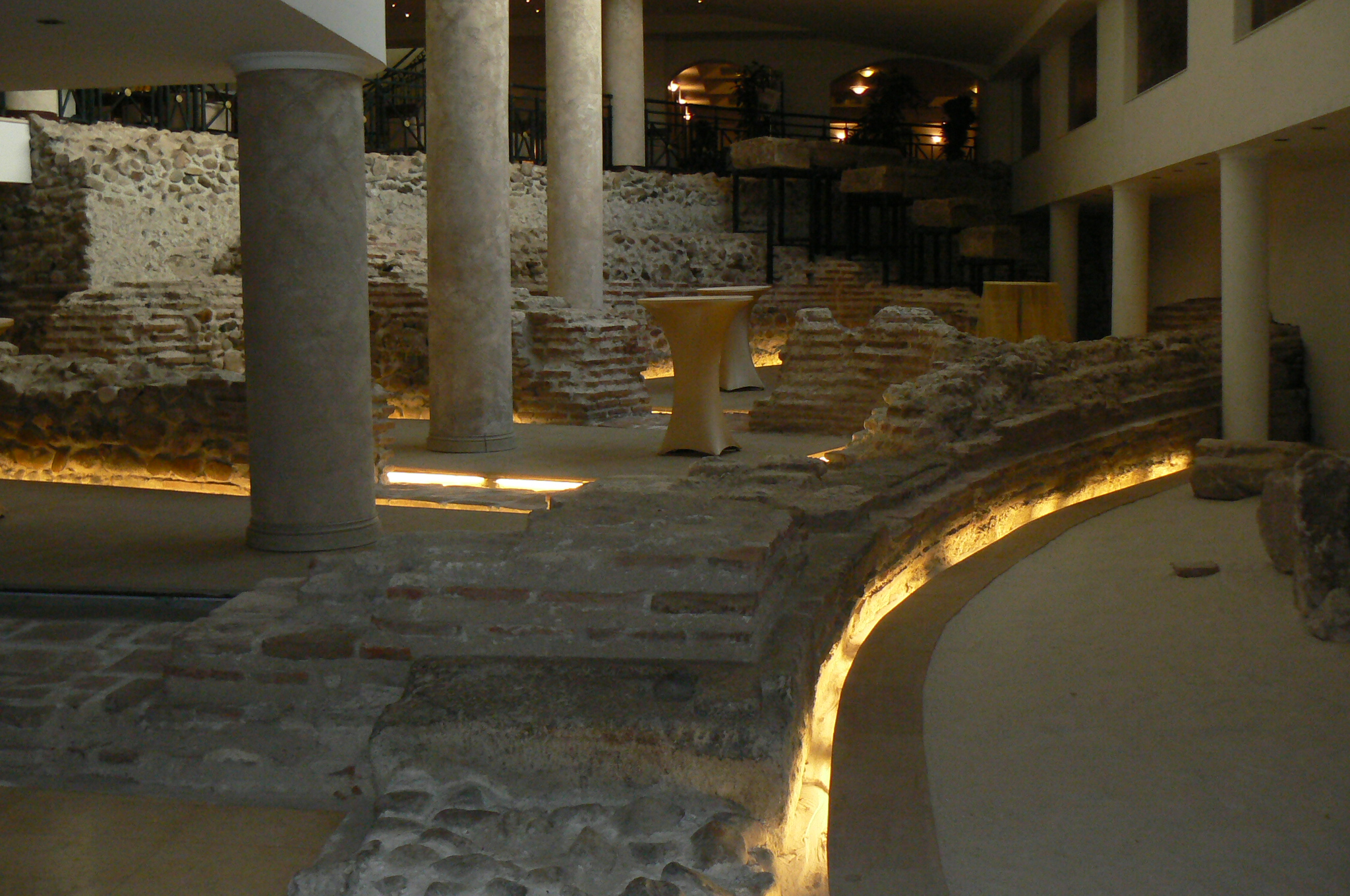
Reste des Amphitheaters von Serdica im Hotel „Arena di Serdica“

Das Amphitheater von Serdica (lateinisch: Amphitheatrum Serdicense) war ein Amphitheater in der antiken römischen Stadt Ulpia Serdica, heute die bulgarische Hauptstadt Sofia. Es lag außerhalb der Stadtmauern, 300 m vom Osttor von Serdica entfernt.
Das Amphitheater wurde 2004 entdeckt und 2005 bis 2006 teilweise freigelegt. Seine Ruinen liegen an zwei benachbarten Stellen im Zentrum des modernen Sofia.
Das spätantike Amphitheater wurde im 3. bis 4. Jahrhundert n. Chr. auf den Resten eines anderen römischen Theaters erbaut, das aus dem 2. bis 3. Jahrhundert stammte und von den Goten zerstört worden war.
Das Amphitheater von Serdica war jedoch nur für weniger als ein Jahrhundert in Benutzung. Es wurde im 5. Jahrhundert aufgegeben.
Die Arena in Serdica war nur zehn Meter kleiner als die des Kolosseums. Damit gehörte das Amphitheater von Serdica zu den größten im östlichen Teil des Römischen Reiches und war das größte im Gebiet des heutigen Bulgariens. Dort fanden Gladiatorenkämpfe, Kämpfe mit wilden Tieren und Tierhetzen statt, die am Eingang zur Stadt beworben wurden.

## Geschichte
Das Amphitheater von Serdica wurde auf den Resten eines früheren römischen Theaters errichtet, das im 2. oder 3. Jahrhundert n. Chr. erbaut worden war. Die Ruinen dieses älteren Theaters wurden fünf Meter unter den Ruinen des Amphitheaters entdeckt.
Das 55 Meter breite Theater war mehr als doppelt so groß wie das römische Theater von Philippopolis.

### Römisches Theater
Serdicas älteres römisches Theater wurde vielleicht gleichzeitig mit den Schutzmauern der Stadt unter Commodus (herrschte 180–192) gebaut.
Während der Herrschaft von Septimius Severus (herrschte 193–211) und von Caracalla (herrschte 211–217) wurde das Theater genutzt. Diese beiden Herrscher könnten das Theater im Jahr 202 oder 209 mit ihren Familien besucht haben. In der ersten Hälfte des Jahres 268 zerstörten angreifende Goten das ungeschützt vor den Toren der Stadt liegende Theater und brannten es nieder. Das Theater wurde für immer aufgegeben.

### Spätantikes Amphitheater
Wie Münz- und Keramikfunde einschließlich eines Bronzemedaillons von Antinoos belegen, wurde das Amphitheater in zwei Baustufen im 3. und frühen 4. Jahrhundert n. Chr. unter den römischen Kaisern Diokletian (herrschte 284–305) und Konstantin dem Großen (herrschte 306–337) auf den Ruinen des alten Theaters errichtet. Es wird angenommen, dass das Amphitheater zur Zeit Konstantins (ca. 324–330) erweitert und rekonstruiert wurde.
Das Amphitheater selbst war weniger als ein Jahrhundert in Betrieb. Vorläufig nimmt man an, dass das Amphitheater in Serdica vor dem Hintergrund der Reformen von Theodosius I. (herrschte 379–395) gegen die heidnischen Kulte und Spiele seine Bedeutung einbüßte und Ende des 4. Jahrhunderts allmählich aufgegeben wurde.
Die aufragenden Ruinen des massiven Bauwerkes wurden im 6. bis 7. Jahrhundert als saisonales Militärlager der byzantinischen Armee verwendet. Es diente auch als Lager und zeitweise als Zufluchtsort für die verschiedenen Völker, die das alte Serdica angriffen. Während der Barbareneinfälle im 5. und 6. Jahrhundert errichteten diese ihre Häuser auf dem Gebiet des ehemaligen Amphitheaters.
Während der Zeit der Osmanenherrschaft (spätes 14. bis 19. Jahrhundert) wurde es zur Gewinnung von Baumaterialien für den Hausbau genutzt.

## Entdeckung

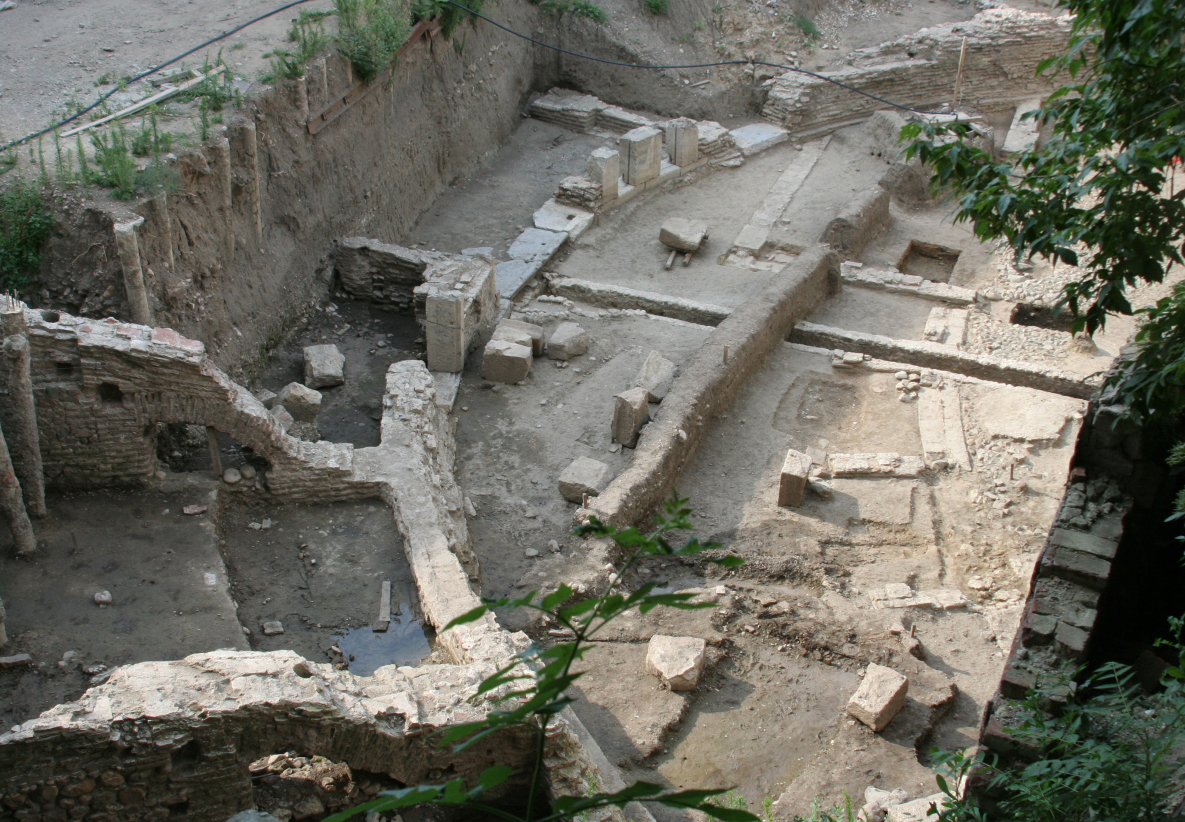
Der zweite Abschnitt des Amphitheaters

Die Existenz eines römischen Amphitheaters in Serdica wurde seit 1919 vermutet, nachdem eine Steinplatte gefunden worden war (am Fundort der Steinplatte steht heute das Gebäude des Ministerrates), auf der die Fassade eines Amphitheaters sowie Gladiatorenkämpfe und Tierhatzen abgebildet waren. Auf der Steinplatte sind Krokodile, Bären, Bullen und Wildkatzen beim Kampf abgebildet. Es wird angenommen, dass diese Steinplatte am Stadteingang von Serdica stand, um dieses Ereignis anzukündigen. Diese Steinplatte ist im Nationalen Historischen Museum Bulgariens in Sofia ausgestellt.
Das Amphitheater selber wurde erst 2004 zufällig entdeckt, als die Bauarbeiten für das spätere Hotel „Arena di Serdica“ begannen. Im heutigen Sofia liegen die Ruinen südlich des Boulevards Knjas Aleksandar Dondukow, zwischen dem Hauptsitz des Goethe-Instituts in Sofia und der Botschaft des Vereinigten Königreichs.
Das darunterliegende alte Theater wurde bei Grabungsarbeiten an den Abwasserkanälen für die Arena des Amphitheaters entdeckt.
Bei Bauarbeiten an den Fundamenten der Nationalen Elektrizitätsgesellschaft im Juli 2006 kamen in der Umgebung weitere Ruinen zum Vorschein. Es wurde nicht klar, dass diese neuen römischen Funde Teil der großen Arena waren. Das Osttor des Amphitheaters und der Teil, der auf dem Grundstück des Hotels liegt (es handelt sich um ein Sechstel der gesamten Gebäudegrundfläche), wurden erhalten und in das Erdgeschoss des Hotels integriert.
Der Bereich ist am Tage für Touristen frei zugänglich, außer montags. Dort befindet sich auch eine kleine Ausstellung von Fundstücken (Münzen und Keramik). Seit 2007 wurden das Westtor und der angrenzende Teil des Amphitheaters ausgegraben, die auf dem Grundstück der Nationalen Elektrizitätsgesellschaft liegen. Gegen den geplanten Bau eines Gebäudes auf dieser Fläche laufen Protestaktionen.

## Beschreibung
Mit den Maßen von 60,5 mal 43 Metern war die Arena des Amphitheaters von Serdica nur zehn Meter kleiner als die Arena des Kolosseums in Rom. Damit war das Amphitheater von Serdica eines der größten im östlichen Teil des Römischen Reiches und viel größer als die beiden anderen römischen Amphitheater im modernen Bulgarien – in Diocletianopolis (heute Chissarja) und Marcianopolis (heute Dewnja). Hinsichtlich der Architektur ist das Amphitheater von Serdica mit dem Amphitheater von Lutetia (Paris) zu vergleichen.
Das Amphitheater fasste 20.000 bis 25.000 Zuschauer. Wie die Arenen im Mittelmeerraum hatte das Amphitheater in Serdica eine Ost-West-Ausrichtung.
Das Podium für die hochgestellten Offiziellen lag im Südteil des Amphitheaters, in der Nähe der heutigen Nationalen Kunstgalerie.
Das Amphitheater hatte zwei Haupteingänge, je einen im Westen und Osten. Sie waren durch einen unterirdischen Wasserkanal verbunden. Das Westtor war 3,5 m breit und wahrscheinlich von einem 5 m hohen Bogen überspannt.
Zu den ausgegrabenen und erhaltenen Ruinen zählen der Haupteingang, das Kellergeschoss, Teile der Hauptsektion mit mindestens sieben Zuschauersitzen und Tore mit Schiebetüren, durch die Tiere in die Arena gelassen werden konnten.
Zumindest ein Teil des Mauerwerks wurde in Opus mixtum ausgeführt.
Zu den Funden zählen unter anderem Knochen von Bären und Wildschweinen, Hunderte von Bronzemünzen und Lehmstein mit Fußabdrücken von Ziegen, Hunden und Katzen.